# Neohyborrhynchus
Neohyborrhynchus är ett släkte av skalbaggar. Neohyborrhynchus ingår i familjen vivlar.
Kladogram enligt Catalogue of Life:
| Neohyborrhynchus | \| \| Neohyborrhynchus rugosus \| \| \| \| |
|                  | \| \| Neohyborrhynchus rugosus \| \| \| \| |
|                  | Neohyborrhynchus rugosus                   |
|                  |                                            |